# Будище (Звенигородский район)
Бу́дище (укр. Бу́дище) — село в Звенигородском районе Черкасской области Украины.
Население по переписи 2001 года составляло 711 человек. Занимает площадь 1,715 км². Почтовый индекс — 20213. Телефонный код — 4740. Находится в 15 км от районного центра Звенигородка.

## История

Дом Энгельгардта

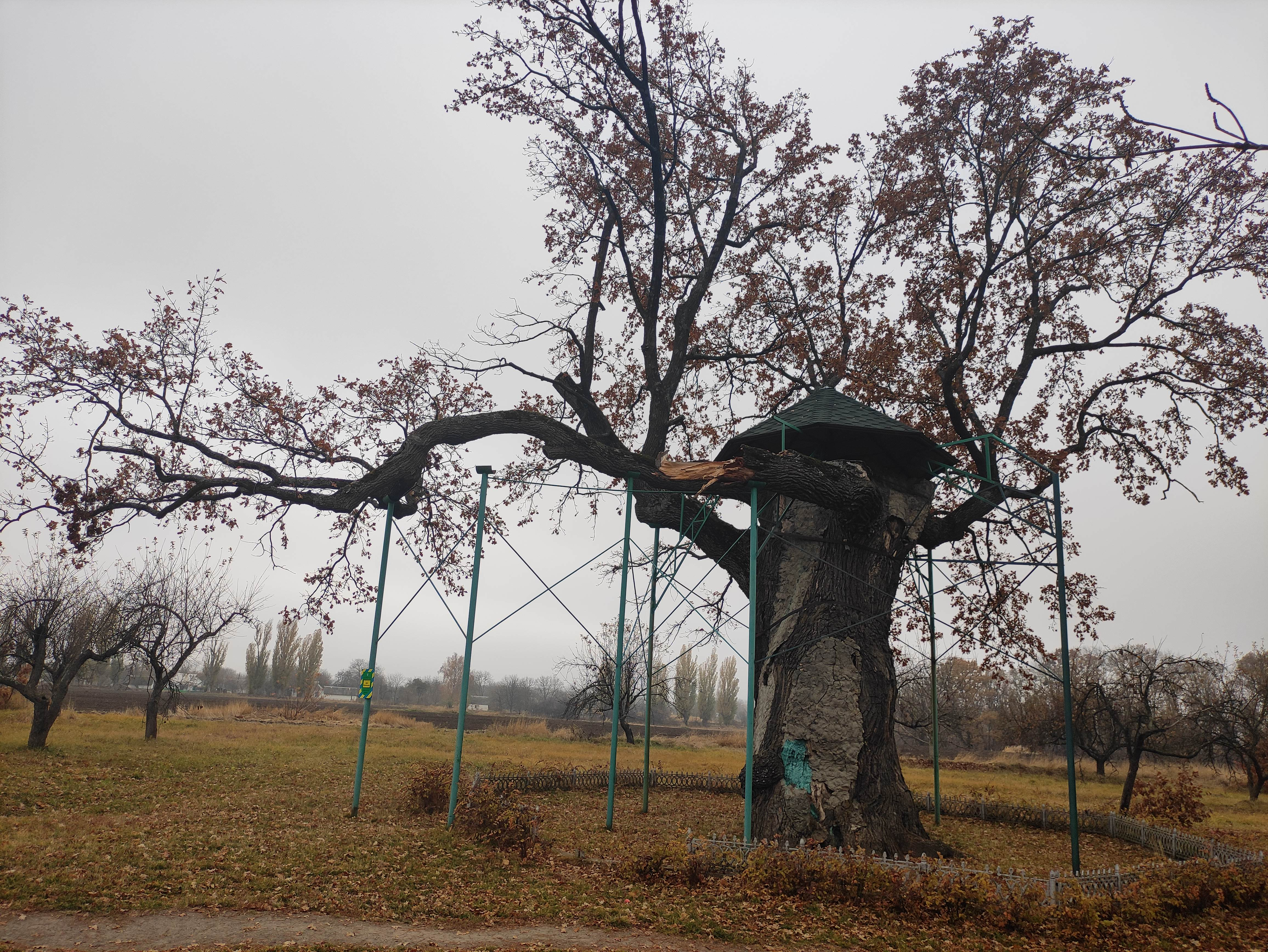
Памятник природы - дубы Тараса Шевченко

### С XVII века до 1917 года
Село основано в XVII веке на месте лесных промыслов, где в будах вырабатывали поташ (железную руду), от этого и пошло название села. Первыми жителями были бежавшие от своих хозяев крестьяне, а также крестьяне из разорённых татарами сёл. Из "Путеводителя великого кобзаря" известно, что в 1740 году в селе было 80 дворов. Из дальнейшей истории известно, что в 1828 году с ещё 6 сёлами Будище перешло во владение Энгельгардта, у которого в 1828—1829 годах козачком служил Тарас Шевченко. В 1852 году при разделе наследства Энгельгардта между его женой и тремя сыновьями, село Будище получил юнкер Пётр. Во время крестьянской реформы 1861 года в селе было уже 156 дворов. В 1913 году в селе появилась двухэтажная школа.

### Советский период
В советский период в доме Энгельгардта с 1937 года была школа. В 1957 там разместился дом для престарелых женщин, а с 1973 года — интернат для душевнобольных.
Во время Великой Отечественной войны на фронтах сражались 239 сельчан, из которых 112 погибли. 127 сельчан по итогам войны были удостоены различных государственных наград. В 1955 году в их честь был сооружён памятник. К 70 годам помимо школы в селе имелись: клуб, библиотека, фельдшерско-акушерский пункт, мастерская пошива одежды, полеводческая бригада № 4 колхоза «Родина Шевченко» и опытное хозяйство Шевченковского гидромелиоративного техникума.

### Постсоветский период
В Будище во времена независимой Украины появилась библиотека, новый клуб, фельдшерско-акушерский пункт, а также была проведена газификация села.

## Местный совет
20213, Черкасская обл., Звенигородский р-н, с. Будище